# Draposa
Genre
Draposa est un genre d'araignées aranéomorphes de la famille des Lycosidae.

## Distribution
Les espèces de ce genre se rencontrent en Asie.

## Liste des espèces
Selon World Spider Catalog (version 26, 12/08/2025) :
- Draposa aciculifera (Chen, Song & Li, 2001)
- Draposa amkhasensis (Tikader & Malhotra, 1976)
- Draposa arabica Alderweireldt & Jocqué, 2017
- Draposa atropalpis (Gravely, 1924)
- Draposa lyrivulva (Bösenberg & Strand, 1906)
- Draposa nicobarica (Thorell, 1891)
- Draposa oakleyi (Gravely, 1924)
- Draposa porpaensis (Gajbe, 2004)
- Draposa sebastiani Abhijith & Sudhikumar, 2023
- Draposa subhadrae (Patel & Reddy, 1993)
- Draposa tenasserimensis (Thorell, 1895)
- Draposa zhanjiangensis (Yin, Wang, Peng & Xie, 1995)

## Systématique et taxinomie
Ce genre a été décrit par Kronestedt en 2010 dans les Lycosidae.

## Publication originale
- Kronestedt, 2010 : « Draposa, a new wolf spider genus from south and southeast Asia (Araneae: Lycosidae). » Zootaxa, no 2637, p. 31-54 (texte intégral).